# Тема (місто)
Те́ма (сучасна назва Тайма, Тейма) — стародавнє поселення, оаза на північному заході Аравійського півострова.
У цьому місці перехрещувалися караванні шляхи, які вели з заходу до півдня до верхньої частини Перської затоки і з Дамаску до Медині. Тема згадується в Старому завіті та в ассирійських царських написах (Тіглатпаласар III) як торговий центр, що лежить на караванному шляху, а також у пізніх адміністративних документах. В одній з написів Набонід згадує, що Тема нарівні з іншими аравійськими містами лежить на караванних шляхах. Набонід з невідомих причин прожив там кілька років.